# Анфилов, Глеб Борисович
Глеб Бори́сович Анфи́лов (25 июня 1923, Москва — 4 августа 1971, Москва) — советский журналист, популяризатор науки, автор научно-фантастических рассказов.

## Биография
Окончил физический факультет МГУ им. М. В. Ломоносова

Работал ответственным секретарем журнала «Знание — сила».

### Семья
Отец — Борис Иосафович Анфилов (1882—1941), военный, кавалер ордена св. Георгия 4-й ст., военный комиссар Временного правительства, после Октябрьской революции — архивист, архивовед.
Мать — Вера Васильевна Веселовская, музыкальный педагог, до 1922 года училась в Московской консерватории им. П. И. Чайковского в классе А.Б.Гольденвейзера.
Племянник поэта Глеба Анфилова (1886—1938).